# Dinosaur Jr.
Dinosaur Jr. — американський рок-гурт з Массачусетсу, створений в 1984 році гітаристом Джеєм Маскісом. На початку дев'яностих років гурт суттєво вплинув на розвиток гранджу та альтернативного року.

## Історія
Засновником гурту є Джей Маскіс (справжнє ім'я — Джозеф Д. Маскіс). До цього він грав у хардкор-панк-гурті Deep Wound, але після розпаду останнього в 1984 році вирішив створити власний колектив. Він грав на барабанах, а його шкільний друг Лу Барлоу — на бас-гітарі. Пізніше до їхнього гурту, що отримав назву Dinosaur, долучився барабанщик Мерф (Еммет Мерфі), а Маскіс взяв в руки гітару. Вони грали у місцевих закладах близько року, аж допоки в 1985 році випустили дебютний альбом Dinosaur. Невдовзі музиканти отримали судовий позов від іншого гурту, який також називався Dinosaur, та змінили назву на Dinosaur Jr.
У 1987 році на андеграундному лейблі SST Records вийшов другий альбом Dinosaur Jr. You're Living All Over Me, після якого популярність гурту в інді-роковій спільноті почала зростати, тим більш що сингл «Freak Scene» почали крутити на студентських радіостанціях. Третя платівка Bug вийшла у 1989 році, але після її релізу гурт розпався через конфлікт Маскіса та Барлоу. Музиканти вже майже не розмовляли, і згодом бас-гітаріст створив власний проєкт Sebadoh, а Маскіс вирішив відновити Dinosaur Jr. вже в оновленому складі.
Протягом 1990-х років Dinosaur Jr. існував майже як сольний проєкт Джея Маскіса. В 1991 році вийшов перший альбом гурту на великому лейблі Green Mind, після чого постійним бас-гітаристом став Майк Джонсон. В концертному турі на розігріві у Dinosaur Jr. грала маловідома на той час сіетлська група Nirvana. В 1992 році гурт випустив мініальбом Whatever's Cool with Me, а в 1993 — альбом Where You Been, який вперше в історії «динозаврів» потрапив до національного чарту. Dinosaur Jr. також взяли участь в найбільшому рок-фестивалі 1993 року Lollapalooza. Завдяки ротації на MTV, найбільшими хітами гурту того часу стали пісні «Start Choppin'» та «Feel the Pain». Після чергової платівки Without a Sound, яка записувалась вже без Мерфа та вийшла в 1994 році, Маскіс зосередився на сольній кар'єрі та випустив свій перший власний альбом. Майк Джонсон також пішов з гурту, тому наступний альбом Hand It Over (1997) Джей Маскіс записував майже самотужки. Платівка не мала комерційного успіху, тому невдовзі лейбл відмовився від гурту. За рік Dinosaur Jr. остаточно розпалися, а на початку двотисячних вийшли дві збірки BBC Sessions (2000) та Ear-Bleeding Country: The Best Of (2001).
Після того, як у 2005 році було перевидано три оригінальних альбоми Dinosaur Jr., Маскіс оголосив про нетривалий концертний тур в оригінальному складі — разом з Барлоу та Мерфом. У 2006 році вийшов концертний альбом J Mascis Live at CBGB's із записом шоу 1993 року, а у 2007 році — абсолютно новий альбом Dinosaur Jr. Beyond. Надалі музиканти тріо то виступали разом, то займались сольною кар'єрою, проте в рамках Dinosaur Jr. вони випустили ще цілу низку альбомів, зокрема Farm (2009), I Bet on Sky (2012), Give a Glimpse of What Yer Not (2016) та Sweep It Into Space (2021).

## Музичний стиль
В газеті The Guardian Дпея Маскіса називали «хрещеним батьком гранджу», а гурти Nirvana, Pixies, Dinosaur Jr. та Sonic Youth — «чотирма вершниками гранджового Апокаліпсису». І хоча гітарист погоджувався з останнім, справжнім грандж-гуртом він вважав Mudhoney, а стилістику власного колективу називав «кантрі, від якої кров з вух». Саме таку назву — Ear-Bleeding Country. — отримала збірка кращих пісень Dinosaur Jr., що вийшла на початку двотисячних. Стівен Томас Ерлевайн відзначив «руйнівне та впливове» звучання гурту, а також їхній вклад у відновлення самого концепту «гітарного героя», яким став фронтмен Джей Маскіс у 1980—1990 роки.
Перші альбоми Dinosaur Jr., що було випущено в 1980-х роках, витримані в жанрі інді-року. Гурт не дотримувався якогось одного певного стилю, граючи експериментальну та еклектичну музику, що поєднувала хардкор-панк, хеві-метал, мелодійний хард-рок і навіть фолк-рок. Їхню музику порівнювали з творчістю Sonic Youth та Ніла Янга, завдяки шумному гітарному звучанню перших та більш традиційній структурі пісень останнього. На думку оглядача AllMusic, платівка You're Living All Over Me (1987) стала «поворотним моментом американського андеграундного рок-н-ролу» із потужною та гучною ритм-секцією Барлоу та Мерфа, а також рифами та атональними соло Маскіса. Наступна платівка Bug (1989) взагалі зробила Dinosaur Jr. чи не головною групою американського андеграунду, бо поєднувала авант-нойзові пісні із більш мелодійними та привабливими композиціями, на кшталт «Freak Scene».
На початку дев'яностих років, залишившись без Барлоу, Джей Маскіс не тільки писав, но і самостійно записував більшість пісень, виконуючи навіть барабанні партії. Цей період збігся з комерціалізацією альтернативного року, і попри андеграундне походження гурту, альбоми Dinosaur Jr. стали виходити на великих лейблах, а пісні стали відомі завдяки ротації на MTV. У виданні The Rolling Stone Album Guide відзначили платівку 1991 року Green Mind, порекомендувавши її гітарним маніякам, а також відзначивши вплив не тільки Ніла Янга і Джимі Гендрікса, але й гурту The Replacements. Після цього альбому Маскіс «зменшив гучність», проте зберіг власну манеру написання музики. Його творчість другої половини дев'яностих була сповнена депресії через смерть батьків та хворобливий стан. Платівка 1997 року Hand It Over вже не містила яскравих хітів, кліпи не транслювали на телебаченні, тому багато фанатів забули про колектив, проте сам Маскіс вважав цей альбом одним зі своїх найулюбленіших.
Після возз'єднання Dinosaur Jr. в оригінальному складі, гурт повернувся до стилістики періоду вісімдесятих років, майже не граючи популярні пісні дев'яностих (які було написано без участи Барлоу та Мерфа). Фірмові елементи звучання залишились без змін: перевантаження шумне звучання, мелодичність, гітарні соло та фальцетний вокал Маскіса. Попри це, Dinosaur Jr. не перетворились на гурт, який без зупинки «каннібалізує» власні попередні роботи, а залишились колективом зі своїм власним неповторним стилем, якій ще здатен дивувати новими піснями. «Для такої незвичайної групи альбом, який не виправляє те, що не зламано, — це бажана річ» — писав про платівку 2021 року Sweep It Into Space Фред Томас (AllMusic).

## Склад гурту
| Поточний склад - Джей Маскіс — гітара, вокал - Лу Барлоу — бас-гітара - Еммет Мерфі — барабани | Колишні учасники - Майк Джонсон — бас-гітара - Джордж Берц — барабани |

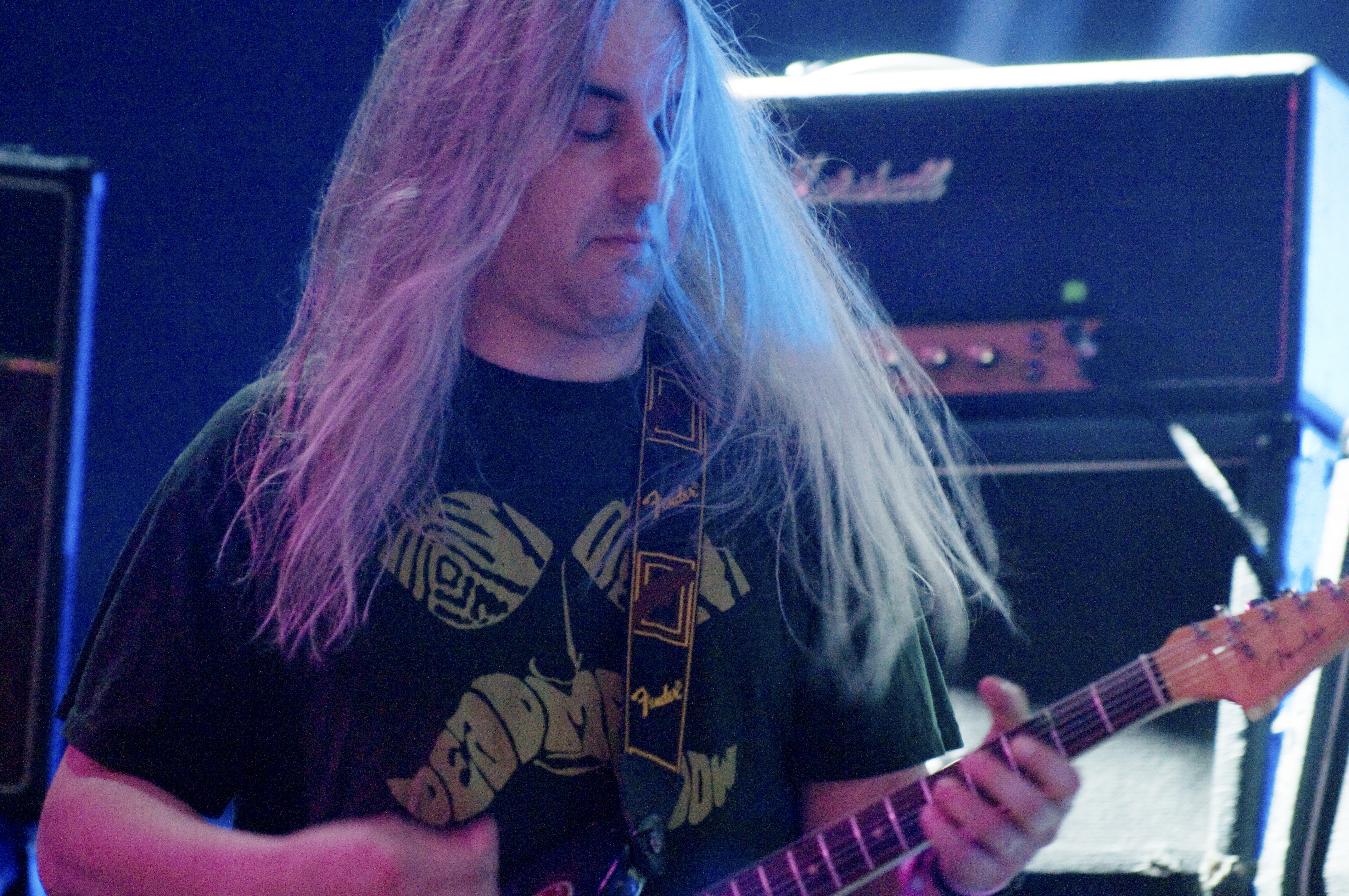
Джей Маскіс
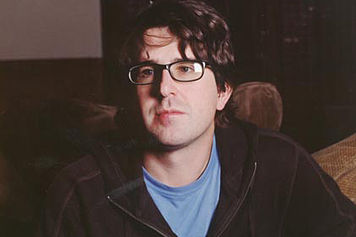
Лу Барлоу
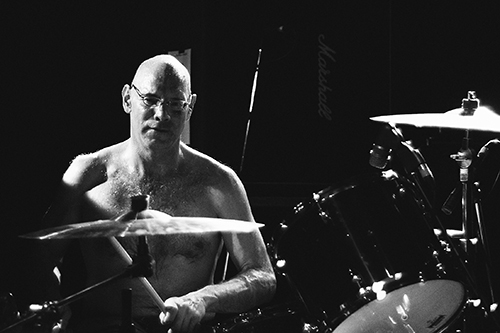
Мерф

## Дискографія
- 1985 — Dinosaur
- 1987 — You're Living All Over Me
- 1988 — Bug
- 1991 — Green Mind
- 1993 — Where You Been
- 1994 — Without a Sound
- 1997 — Hand It Over
- 2007 — Beyond
- 2009 — Farm
- 2012 — I Bet On Sky
- 2012 — Chocomel Days
- 2016 — Give a Glimpse of What Yer Not
- 2021 — Sweep It Into Space[11]